# Сінкевич Євген Григорович
Євге́н Григо́рович Сінке́вич (*14.01.1958, Снятинський район, село Микулинці, Івано-Франківської області) — доктор історичних наук, професор, почесний професор академії імені Яна Длугоша (Польща), академік Академії соціальних наук України, дослідник історії України, історіограф, фахівець з історії народного господарства, краєзнавець, член Національної спілки краєзнавців України.

## Біографія
Народився в с. Микулинці (станом на зараз мікрорайон Снятина) в Станіславській області 14 січня 1958 р.
У 1975 р. закінчив Рогатинську СШ № 1 Івано-Франківської області.
У 1985 р. закінчив історичний факультетХарківського державного університету ім. О. М. Горького за спеціальністю: викладач історії та суспільствознавства.
Впродовж 1987—1990 рр. навчався в аспірантурі Харківського державного університету.
У 1990 р. захистив кандидатську дисертацію на тему «П. І. Лященко — історик народного господарства СРСР» на здобуття наукового ступеня — кандидата історичних наук за спеціальністю 07.00.02 — історія СРСР та 07.00.09 — історіографія, джерелознавство і методи історичних досліджень.
У 1993 р. присвоєне вчене звання доцента.
У 1993—2006 рр. завідувач кафедри історії України Херсонського державного університету.
Засновник і декан (1995—2004 рр.) історичного факультету Херсонського державного університету.

## Наукова діяльність
Науковий доробок Євгена Григоровича здобув міжнародне визнання, він перебував на дослідницьких стипендіях фундації Ю. Мяновського (2002, 2005), Міністерства освіти і спорту Республіки Польща (2004—2005), Краківського відділення фундації «Wspólnota Polska» (2007), Капітули Івана Виговського (2017—2018). Впродовж 2004—2007 рр. перебував у докторантурі Херсонського державного університету. У квітні 2011 року присвоєно вчене звання професора кафедри міжнародних відносин та зовнішньої політики. У травні 2011 р. захистив дисертацію на тему «Місце краківської історичної школи в польській історіографії другої половини ХІХ — початку ХХІ століття» на здобуття наукового ступеня — доктора історичних наук за спеціальністю 07.00.06 — історіографія, джерелознавство і спеціальні історичні дисципліни Дніпропетровському національному університеті імені Олеся Гончара МОН України. У квітні 2013 р. його обрано почесним професором Академії імені Яна Длугоша в Ченстохові (Республіка Польща). Він автор більш як 220 наукових публікацій у провідних виданнях України, Польщі, Словенії, ФРН, США та Росії з питань історії Україні, історіографії, історії народного господарства, міжнародних відносин тощо; автор 5 монографій і 2 навчальних посібників.
Упродовж останніх 30 років узяв участь більш ніж у 150 науково-практичних конференціях різного рівня — міжнародних, республіканських, регіональних та вишівських на теренах України, Республіки Польщі, Російської Федерації, Словацької Республіки, ФРН.
Організатор понад 20 міжнародних наукових конференцій у Херсоні, Миколаєві, Коблевому, Ялті, Севастополі, Харкові за участю науковців України, Білорусі, Польщі, ФРН, Угорщини, Латвії, США і Канади. Голова Херсонського обласного культурно-національного товариства «Полонія» (2003—2004). Євген Сінкевич почесний краєзнавець України (2018), нагороджений знаком «Відмінник народної освіти України» (1998). Командування в/ч А1495 нагородило його медаллю «За гідність та патріотизм» (2015), громадська організація «Партнерство для розвитку» — орденом «За розбудову України» (2015), Міністерство освіти і науки України — нагрудним знаком «За наукові та освітні досягнення» (2016), Черкаський кіш українського козацтва — медаллю «За волонтерську діяльність» (2019). Він формує власну наукову школу з історичного краєзнавства. Під його керівництвом захистили кандидатські дисертації 8 аспірантів і захищено одну докторську дисертацію.
За його ініціативи створено низку провідних журналів і наукових збірників України: «Південний архів. Історичні дослідження» (1999—2008, 32 випуски), «Чорноморський літопис» (2008—2016, 11 випусків), «Історичний архів. Наукові студії» (2008—2017, 17 випусків) та інші.
Євген Сінкевич голова Південного відділення Інституту української археографії та джерелознавства ім. М. С. Грушевського НАН України (2002—2018); на громадських засадах від 1995 до 2016 р. включно виконував обов'язки голови Херсонського обласного відділення НСКУ; член правління НСКУ, директор Науково-дослідного інституту полоністики (2008—2018) при Чорноморському державному університеті ім. Петра Могили. Понад 20 років науковий співробітник (на громадських засадах) Південно-Східного наукового інституту в Перемишлі. У 2015, 2017 і 2022 рр. читав спецкурси як закордонний запрошений професор в Інституті історії Університету імені Яна Длугоша; в Інституті про політику і управління Зеленогурського університету (2023) та Інституті історії Поморського університету в Слупську (2023—2024). У 2016 р. обрано академіком і віцепрезидентом Академії соціальних наук України. У травні 2017 р. його нагороджено Капітулою ім. І. Виговського (під егідою Президента Республіки Польща): пройшов стажування у Європейському коледжі в Натоліні (2027), Ряшівському університеті та Гірничо-ливарній академії в Кракові (2018). Провідний науковий співробітник відділу дослідження та публікації закордонних джерел з історії України Інституту української археографії і джерелознавства НАН України (за сумісництвом, 2002—2011). Штатний професор Інституту міжнародних відносин і політології Східноєвропейської державної вищої школи у Перемишлі (2018—2019). Член редколегії «Харківського історіографічного збірника» та трьох наукових збірників у Республіці Польща. Від вересня 2018 р. професор кафедри всесвітньої історії та міжнародних відносин Черкаського національного університету імені Богдана Хмельницького. Від листопада 2018 до грудня 2020 р. професор-дослідник Університету Віадріна (ФРН). У жовтні 2022 р. в Університеті ім. Миколая Коперника в Торуні нострифікував диплом доктора історичних наук як доктора габілітованого. У 2022—2023 рр. реалізував науково-дослідні гранти «На старт» Університету ім. Миколая Коперника в Торуні та фундації «Вольность і Демократія». У 2023 р. пройшов стажування в Інституті наук про історію Університету ім. Миколая Коперника. Штатний професор Інституту історії Гуманітарно-природничого університету ім. Яна Длугоша в Ченстохові (2023—2024). Стипендіат дослідницького гранту Німецько-польсько-українського дослідницького центру університету Віадріна (ФРН, лютий — червень 2024).

## Основні праці
Автор більш ніж 220 праць з історії України, історії народного господарства, історіографії, краєзнавства, міжнародних відносин, історії Польщі.
- Харків як центр Південного промислового району (1861—1917 рр.) в науковій спадщині П. І. Лященка // Четверта респ. наук. конф. з іст. краєзнавства: тези доп. і пов. — К., 1989. — С. 85—87.
- Expansion of Russian State to the South and the System of Town-Fortresses on the Dnieper and the Dniester Rivers // Zamki i przestrzeń społeczna w Europie środkowej i wschodniej / Pod redakcją M. Antoniewicza. — Warszawa, 2002. — P. 315—319 (пол.)
- Lemkos and the Lemko Region During and After WWII in the Research of Ukrainian and Polish Scholars // The Lemko Region, 1939—1947 War, Occupation and Deportation. — Cracow — New Haven, 2002. — P. 253—256.
- Петро Іванович Ляшенко — дослідник історії народного господарства // Херсон: Айлант, 2002. — 123 с.
- Rozpad Związku Radzieckiego i uwarunkowania procesow migracyjnych na terytorium postsowieckim // Migracje і społeczeństwo / Instytut istorii Polskiiej Akademii Nauk; Mazowiecka Wyższa Szkoła humanistyczno-pedagogiczna w Łowiczu. — Warszawa, 2003. — T. 8: Upadec imperiów i rozwój migracji / Pod redakcją E. Zamojskiego. — S. 108—112. (пол.)
- Історія Херсонщини: Навч. посібник // Херсон: Айлант, 2003. — 202 с. (у співавторстві)
- Ректори Херсонського державного педагогічного інституту (1944—1998 рр.): Нарис історії і діяльності // Вид. 2-е, випр. та доп. — Херсон: Вид-во ХДУ, 2003. — 148 с.
- Kwestia ruska w badaniach i działalności praktycznej czolowych przedstawicieli krakowskiej szkoły historycznej // Biuletyn ukrainoznawczy. — Przemyśl: Południovo-Wschodni Instytut Naukowy w Przemyślu, 2007. — Nr 13. — S. 56—63.
- Краківська історична школа. Передумови виникнення // Вісник Харківського національного університету імені В. Н. Каразіна. — № 762. Історія. — Х., 2007. — Вип. 39. — С. 345—353.
- Роль краківської історичної школи у формуванні національної свідомості поляків у другій половині XIX століття // Historia — mentalność — toźsamość: Miejsce i rola historii oraz historyków w źyciu narodu polskiego i ukraińskiego w XIX i XX wieku / Red.: J. Pisulińska, P. Sierźęga, L. Zaszkilniak. — Rzeszów, 2008. — S. 195—202.
- Місце краківської історичної школи в польській історіографії другої половини ХІХ—ХХ ст. // Укр. іст. журн. — 2008. — № 1. — С. 194—201.
- Краківська історична школа в польській історіографії: монографія // Вид. 2-ге випр. та доп. — Миколаїв: Вид-во Чорномор. держ. ун-ту ім. Петра Могили, 2010. — 360 с.
- Україно-польські відносини (1918—2008): Навч. посіб. / МОН України ; Чорномор. держ. ун-т ім. Петра Могили // Миколаїв: Вид-во ЧДУ ім. Петра Могили, 2010. — 168 с.
- Ягеллонський і козацький міфи в польській та українській історіографії / Є. Сінкевич // Historia — mentalność — toźsamość: Studia z historii, historii historiografii i metodologii historii / Red.: K. Polasik-Wrzosek, W. Wrzosek, L. Zaszkilniak. — Poznań, 2010. — S. 129—133.
- Trnova pot razvoja narodne ideje v 20. stoletju problemi oblikovanja naroda na Slovenskem in v Ukrajini skozi oči ukrajinskega zgodovinarja // Prispevki za novejšo zgodovino / Inštitut za novejšo zgodovino. — Ljubljana, 2016. — Številka 1. — 126—144 (у співавторстві)
- Чи існує проблема наукової школи в сучасній історіографії? // Historia na źródłach oparta. Studia ofiarowone Profesorowi Tadeuszowi Srogoszowi w 65 rocznicę urodzin / pod red. A. Strojnowskiego. — Częstochowa, 2017. — s. 491—500.
- Srogosz T. Między wojną a modernizacją: Studia z dziejów kresów południowo-wschodnich Rzeczypospolitej w XVII—XVIII wieku. — Częstochowa: Wydawnictwo Akademii im. Jana Długosza, 2016. — 267 s. [Рецензія] // Український історичний журнал. — 2017. — № 2. — С. 204—209.
- Гибридные войны России против Украины (1917—1921; 2013—2017) // Wojna — Wojsko — Bezpieczeństwo poprzez stulecia i epoki: studia i materiały. Tom 3 / Uniwersytet Szczecińsky. — Szczeciń, 2018. — S. 35–44.
- Проблема поширення міфів і стереотипів у суспільній свідомості та історіографії // Origins, fonts et narrationes — pośród kregów poznania historycznego: prace ofiarowane profesorowi Marcelemu Antoniewiczowi w 65. Rocznicę urodzin / Uniwersytet Humanistyczno-Przyrodniczy im. Jana Długosza, 2018. — S. 1013—1019.
- Рецепція Яна Длугоша в українській історіографії // Recepcja twórczości Jana Długosza w historiografii krajów Europejskich. Częstochowa 2019, s. 25—30.
- Проблеми внутрішньої та зовнішньої безпеки України у вітчизняному науковому дискурсі // Współczesna polityka bezpieczeństwa w Europie Środkowo-Wschodniej. Rzeszów, 2020. S. 69—79.
- The problem of restitution of cultural heritage: interaction between Ukraine and Poland / Sinkewycz J., Morozowa O. — Z badań nad Książką i Księgozbiorami Historycznymi, 2021, t.15, z.4, s. 535—548.
- Nationality Policies in the Early Ukrainian Socialist Soviet Republic. The Cases of the Polish and German Minorites // «Our Work with the Masses is Not Worth a Kopeck…» A Document Collection on German and Polish Rural Soviets in Ukraine during the NEP, 1923—1929. Interdisciplinary Polish Studies. Wiesbaden. 2021. 9. P. 33—46.
- Obce wojsko  w mieście — współczesna okupacja Chersonia  na podstawie własnych spostrzeżeń i doświadczeń // Wojsko  w  przestrzeni  miаst, t. II, Grudądz, 2022,  s. 175—198.
- Українські політичні емігранти в суспільному, господарському і культурному житті Ченстохови, Пйотркува-Трибунальського, Торуня, Каліша та Тухолі в 1920—1930-х роках RES HISTORICA 56, 2023.